# سوندرا بيانكا
سوندرا بيانكا (بالإنجليزية: Sondra Bianca)‏ هي عازفة بيانو أمريكية، ولدت في 17 نوفمبر 1930 في بروكلين في الولايات المتحدة.

## وصلات خارجية
- سوندرا بيانكا على موقع ميوزك برينز (الإنجليزية)
- سوندرا بيانكا على موقع أول ميوزيك (الإنجليزية)
- سوندرا بيانكا على موقع ديسكوغز (الإنجليزية)